# 1944 au théâtre
| Années du théâtre : 1941 - 1942 - 1943 - 1944 - 1945 - 1946 - 1947    |
| Décennies du théâtre : 1910 - 1920 - 1930 - 1940 - 1950 - 1960 - 1970 |

Cet article présente les faits marquants de l'année 1944 au théâtre.

## Pièces de théâtre représentées
- 13 février : Antigone de Jean Anouilh, mise en scène André Barsacq, Théâtre de l'Atelier
- 22 mai : Andromaque de Jean Racine, mise en scène, décors et costumes de Jean Marais, Théâtre Edouard VII (Paris)
- 27 mai : Huis clos de Jean-Paul Sartre, mise en scène Raymond Rouleau et Le Souper interrompu de Paul-Jean Toulet, Théâtre du Vieux-Colombier
- 23 juin : Le Malentendu d'Albert Camus, mise en scène Marcel Herrand, Théâtre des Mathurins
- 26 décembre : La Ménagerie de verre de Tennessee Williams

## Naissances
- 23 janvier : Rutger Hauer.
- 26 septembre : Peter Turrini, écrivain autrichien.
- 28 octobre : Coluche.